# Saltwood Castle
Saltwood Castle er et slot i landsbyen Saltwood, som har sit navn fra borgen, der ligger 2 km nord for Hythe i Kent i England.
Saltwood Castle blev sandsynligvis bygget, hvor der allerede fandtes et forsvarsværk i Romersk Britannien. Redskaber og kobberbarrer fra bronzealderen fundet i Hayne's Wood i 1874 viser, at området har været beboet langt tidligere.
Slottet er kendt som det sted, hvor man planlagde mordet på Thomas Becket (1118–1170). I nyere tid har det været kunsthistorikeren lord Clark of Saltwoods (1903–1983) hjem og efter ham hans søn Alan Clarks (1928–1999). Han var minister under Margaret Thatcher.